# Sefer Halilović
Sefer Halilović (ur. 6 stycznia 1952 w Taševie) – bośniacki generał w stanie spoczynku i polityk. Głównodowodzący bośniacką armią podczas wojny w Bośni i Hercegowinie w latach 1992–1993.

## Życiorys
Urodził się we wsi Taševo w gminie Prijepolje w regionie Sandżak, w granicach ówczesnej Ludowej Republiki Serbii.

### Edukacja i kariera wojskowa
Od 1971 przez 3 lata kształcił się w Akademii Wojskowej w Belgradzie, a od 1975 również w szkole wojskowej w Zadarze, gdzie został oficerem Jugosłowiańskiej Armii Ludowej.
Od 1980 służył jako oficer ochrony w Vinkovci, w 1990 rozpoczął dwuletni kurs w szkole dla dowódców w Belgradzie.

### Działalność podczas wojny
W 1991 zdezerterował z JNA będąc w stopniu podpułkownika, na kilka dni przed planowanym awansem na pułkownika. Wyjechał do Bośni i Hercegowiny, gdzie utworzył Ligę Patriotyczną – formację paramilitarną będącą częścią Siły Obrony Terytorialnej Republiki Bośni i Hercegowiny, które następnie zostały przekształcone w Armię Republiki Bośni i Hercegowiny. 25 maja 1992 został mianowany przez Prezydium dowódcą sztabu obrony terytorialnej – najwyższym rangą dowódcą w strukturach bośniackiej armii zastępując na tym stanowisku pułkownika Hasana Efendića. Do początku lipca 1992 był również członkiem Prezydencji Wojennej. W lipcu 1992 po przekształceniu sił obrony terytorialnej w armię, Halilović został szefem Sztabu Generalnego Sił Zbrojnych BiH. 18 sierpnia 1992 został mianowany szefem Naczelnego Sztabu Dowództwa. Stanowisko to zajmował do 8 czerwca 1993, gdy szefem sztabu został Rasim Delić. Do 1 listopada 1993 Halilović pełnił funkcję zastępcy dowódcy Naczelnego Sztabu.
Podczas spotkania w Zenicy, Delić mianował go liderem zespołu inspekcyjnego oraz dowódcą operacji Neretwa 93. Podczas tego spotkania wezwał oficerów do priorytetowego traktowania dyscyplinowania żołnierzy armii bośniackiej. Miał wówczas powiedzieć: „Kiedy zaczniemy strzelać do ludzi za nieprzestrzeganie rozkazów?”
Był zwolennikiem idei natychmiastowego ataku oddziałów JNA na całe terytorium Bośni i Hercegowiny. Opracował plan blokady wszystkich koszar JNA w BiH.
Podczas wojny miał miejsce nieudany zamach na życie Halilovića, prawdopodobnie zlecony przez kierownictwo polityczne Bośni, z którym popadł w konflikt. 7 lipca 1993 o godz. 14:10 w jego mieszkaniu zdetonowano zdalnie ładunek wybuchowy. W eksplozji zginęła żona Halilovića Mediha oraz jej brat Edin Rondić, którego prawdopodobnie pomylono z Halilovićem, gdy pojawił się na balkonie w wojskowym mundurze. Sam Sefer Halilović oraz jego syn i córka przeżyli zamach. Zamachowiec był członkiem tajnej grupy likwidacyjnej Służby Bezpieczeństwa Państwa (Ševe), której dowódcą był Nedžad Ugljen.

### Proces i uniewinnienie
30 lipca 2001 został postawiony w stan oskarżenia przez Międzynarodowy Trybunał Karny dla byłej Jugosławii. Dobrowolnie poddał się 25 września 2001 i dwa dni później nie przyznał się do winy. Halilović był tymczasowo zwolniony od 13 grudnia 2001, do początku procesu i od 5 września 2005 do 14 listopada 2005.
Masakra, za którą został oskarżony, miała miejsce w miejscowościach Grabovica i Uzdol we wrześniu 1993. Prokuratorzy ICTY twierdzili, że był on przywódcą operacji Neretwa 93, prowadzonej przez armię bośniacką na tym obszarze i nie zapobiegł zbrodniom dokonanym przez jego podwładnych oraz nie ukarał sprawców. 16 listopada 2005 Halilović został uniewinniony ze wszystkich zarzutów i zwolniony. Trybunał ustalił, że chociaż morderstwa uznane za zbrodnie wojenne miały miejsce w tych miejscach, Halilović nie miał uprawnień dowodzenia, będąc jedynie inspektorem, i nie można go uznać za nie odpowiedzialnym. Prokuratura złożyła apelację od wyroku. 16 października 2007 izba apelacyjna odrzuciła apelację prokuratury i utrzymała w mocy wyrok uniewinniający wydany wcześniej przez izbę procesową.

### Późniejsza kariera
Po zakończeniu wojny, przed postawieniem w stan oskarżenia Halilović był ministrem w rządzie Federacji Bośni i Hercegowiny oraz liderem własnej partii politycznej (Bośniacka Partia Patriotyczna), którą założył w 1996. Był znany z głośnej krytyki prezydenta Aliji Izetbegovicia. W latach 1998–2001 pełnił funkcję Ministra ds. Uchodźców i Wysiedleńców w rządzie Federacji Bośni i Hercegowiny. 1 października 2006 Sefer Halilović został wybrany na czteroletnią kadencję w Zgromadzeniu Parlamentarnym Bośni i Hercegowiny.

## Życie prywatne
Żonaty z Eminą Kasumagić-Halilović, ma córkę Mirelę i syna Semira. Biegle posługuje się językiem rosyjskim. W 2005 Semir Halilović opublikował książkę pt. „Državna Tajna” (Tajemnica państwowa), w której opisał niektóre wydarzenia, które ukształtowały Bośnię w czasie wojny. W kwietniu 2006 Semir Halilović został zaczepiony przez jedną z osób, które rzuciła książka w złym świetle, Ramiza Delalicia, który był świadkiem oskarżenia podczas procesu jego ojca. Grożono mu również śmiercią.

### Publikacje
W 1997 opublikował książkę pt. Lukava Strategija („Przebiegła strategia”), w której opisuje swoje wspomnienia oraz świadectwa dotyczące wojny w Bośni.
W 2001 ukazała się książka pt. Zavjera ili izdaja („Spisek lub zdrada”), a w 2009 z kolei Nije kriv – priča o montiranoj optužnici i haškom suđenju („Niewinny – historia sfabrykowanego aktu oskarżenia i procesu w Hadze”).